# Clavus bilineatus
Clavus bilineatus is een slakkensoort uit de familie van de Drilliidae. De wetenschappelijke naam van de soort is voor het eerst geldig gepubliceerd in 1845 door Reeve.

Jeugdig